# Piero Codia
Piero Codia (ur. 22 października 1989 w Trieście) – włoski pływak specjalizujący się w stylu motylkowym, mistrz świata w sztafecie, dwukrotny mistrz Europy na długim i krótkim basenie.

## Kariera

### 2012
Na mistrzostwach Europy w Debreczynie płynął w wyścigu eliminacyjnym sztafet 4 × 100 m stylem zmiennym i otrzymał złoty medal, kiedy Włosi zajęli w finale pierwsze miejsce.

### 2013
W lipcu podczas uniwersjady w Kazaniu wywalczył brązowy medal na dystansie 50 m stylem motylkowym. 
Dwa tygodnie później Codia brał udział w mistrzostwach świata w Barcelonie i w eliminacjach 50 m stylem motylkowym ustanowił nowy rekord swojego kraju (23,21). W półfinale tej konkurencji zajął 15. miejsce z czasem 23,50.
W grudniu na mistrzostwach Europy na krótkim basenie w Herning w eliminacjach sztafet 4 × 50 m stylem zmiennym wraz z Niccolò Bonacchim, Francesco Di Lecce i Lucą Dotto wyrównał rekord świata (1:33,65 min). W finale tej konkurencji Włosi zajęli początkowo drugie miejsce z czasem 1:32,83, poprawiając tym samym rekord swojego kraju, ale w marcu 2015 roku poinformowano o dyskwalifikacji złotych medalistów, Rosjan, ponieważ Witalij Mielnikow uzyskał pozytywny wynik kontroli antydopingowej i Włosi otrzymali złote medale.

### 2014
W sierpniu podczas mistrzostw Europy w Berlinie uplasował się na szóstym miejscu na dystansie 50 m stylem motylkowym (23,37).

### 2015
Na mistrzostwach świata w Kazaniu w półfinale 100 m stylem motylkowym zajął 14. miejsce, uzyskawszy czas 52,22. Na dystansie dwukrotnie krótszym uplasował się na 18. pozycji (23,81). Codia płynął także w sztafecie mieszanej 4 × 100 m stylem zmiennym, która w finale była szósta.
W grudniu podczas mistrzostw Europy na krótkim basenie w Netanji brał udział w eliminacjach sztafet 4 × 50 m stylem zmiennym i otrzymał złoty medal, kiedy Włosi zajęli w finale pierwsze miejsce. Na dystansie 100 m stylem motylkowym zajął piąte miejsce, a na 50 m stylem motylkowym był siódmy.

### 2016
W maju na mistrzostwach Europy w Londynie wywalczył srebrny medal w sztafecie mieszanej 4 × 100 m stylem zmiennym. W konkurencjach 50 i 100 m stylem motylkowym zajął czwarte miejsce, uzyskawszy odpowiednio czasy 23,46 i 51,82 s.
Trzy miesiące później, podczas igrzysk olimpijskich w Rio de Janeiro na dystansie 100 m stylem motylkowym uplasował się na 11. pozycji (51,82).

### 2017
W lipcu na mistrzostwach świata w Budapeszcie w eliminacjach 100 m stylem motylkowym ustanowił nowy rekord swojego kraju (51,09). W półfinale uzyskał czas 51,45 i nie zakwalifikował się do finału, zajmując ostatecznie dziesiąte miejsce. Na dystansie 50 m stylem motylkowym uplasował się również na dziesiątej pozycji (23,41).
Podczas mistrzostw Europy na krótkim basenie w Kopenhadze zdobył dwa srebrne medale. Jeden z nich wywalczył na dystansie 100 m stylem motylkowym, a kolejny w sztafecie 4 × 50 m stylem zmiennym.

### 2018
W sierpniu na mistrzostwach Europy w Glasgow zwyciężył na dystansie 100 m stylem motylkowym, czasem 50,64 ustanawiając nowe rekordy mistrzostw i Włoch.